# Edersa
EdERSA o Edersa (Empresa de Energía de Río Negro S.A.) es una empresa privada de distribución y comercialización de energía eléctrica en la Provincia de Río Negro (Argentina).

## Historia

### ERSA
Originalmente, el servicio eléctrico en Río Negro era prestado por la empresa estatal Agua y Energía Eléctrica, dependiente del estado nacional. Dicha empresa sería disuelta en la década del 90' mediante la Ley de Reforma del Estado, lo que derivó en el traspaso de la red de transporte y distribución en la provincia a la empresa estatal Energía de Río Negro S.E. (ERSE), efectivizado el 1 de agosto de 1993. El 1 de diciembre de 1995, la ERSE cambiaría su personería jurídica a una sociedad anónima bajo la denominación Energía de Río Negro S.A..

### EdERSA y Transcomahue
El 30 de agosto de 1996 se avanzaría con la disolución de ERSA: Por un lado, se cedió el servicio de distribución y comercialización a la actual Empresa de Energía de Río Negro S.A.; y por otro lado, se cedió el servicio de transporte de energía a la empresa Transcomahue S.A. (empresa estatal de sociedad anónima).

## Servicios
EdERSA presta servicios de distribución y comercialización de energía eléctrica en casi la totalidad de la Provincia de Río Negro, exceptuando aquellas localidades donde el servicio es prestado por cooperativas, siendo el caso de San Carlos de Bariloche y Dina Huapi (Cooperativa de Electricidad Bariloche Ltda.), y Río Colorado (Cooperativa de Electricidad y Anexos de Río Colorado Ltda.). Además, la empresa administra 897 km de líneas AT de 132 Kv, 5.643 km de líneas MT de 33 Kv, y 45 estaciones transformadoras distribuidas en todo el territorio provincial.

## Área de Operación
EdERSA tiene su sede central en la ciudad de Cipolletti, junto con la administración central del Ente Provincial de Energía (EPRE). Contemplando una superficie concesionada de 203.000 km2, la empresa se divide en tres regiones:
- Región Centro: Mengelle 145. Cipolletti.
- Región Sur - Andina: Av. Sarmiento 2957, El Bolsón.
- Región Atlántica: Alvear 240, Viedma.

### Sucursales
La empresa cuenta con 15 sucursales de atención al público, distribuidas en las siguientes ciudades:
- Allen, General Roca.
- Catriel, General Roca.
- Cinco Saltos, General Roca.
- Cipolletti, General Roca.
- Choele Choel, Avellaneda.
- El Bolsón, Bariloche.
- General Conesa, Conesa.
- General Roca, General Roca.
- Ingeniero Jacobacci, 25 de Mayo.
- Maquinchao, 25 de Mayo.
- San Antonio Oeste, San Antonio.
- Sierra Grande, San Antonio.
- Valcheta, Valcheta.
- Viedma, Adolfo Alsina.
- Villa Regina, General Roca.

### Centros de Gestión
La empresa cuenta con 28 centros de gestión en pequeñas localidades, siendo: Arroyo Los Berros, Arroyo Ventana, Barda del Medio, Cerro Policía, Cervantes, Chimpay, Comallo, Cona Niyeu, El Caín, El Cóndor, El Cuy, El Foyel, Fernández Oro, Guardia Mitre, Ingeniero Huergo, Lamarque, Las Grutas, Las Perlas, Los Menucos, Mencue, Ñorquinco, Pilcaniyeu, Ramos Mexía, Sierra Colorada, Sierra Pailemán, Treneta, Villa Llanquín y Yaminhue.